# Hell und Schnell
Hell und Schnell. 555 komische Gedichte aus 5 Jahrhunderten ist eine Lyrik-Anthologie, in der deutschsprachige komische Lyrik von über 200 Autoren versammelt ist. Sie wurde von Robert Gernhardt und Klaus Cäsar Zehrer herausgegeben und erschien 2004 im Fischer Taschenbuch Verlag.

## Titel
Der Titel bezieht sich auf ein Zitat von Christian Morgenstern, das dem Buch, quasi als Motto, vorangestellt ist: In einer Antwort an einen Redakteur verwahrt sich Morgenstern gegen Worte wie Blödsinn oder Stumpfsinn, da der Vorzug seiner Gedichte in einer gewissen Art von Geistigkeit, von Helligkeit und Schnelligkeit bestehe.

## Aufbau
Als Kapitelüberschriften wählten die Herausgeber die Namen von Räumen, sodass der Leser, gleichsam wie in einer Ausstellung, durch die Sammlung wandert bzw. geführt wird. Innerhalb jedes „Raumes“ sind die Gedichte chronologisch nach dem Geburtsjahr der Autoren geordnet.
- Eingang: In einer Art Vorwort formuliert und erläutert Gernhardt Zehn Thesen zum komischen Gedicht.
- Die Ehrenhalle enthält die 25 bekanntesten komischen Gedichte von klassischen Autoren.
- Die Galerie ist das längste Kapitel, es soll einen Gesamtüberblick deutschsprachiger komischer Lyrik bieten.
- Das Spiegelkabinett: Parodien, Fortschreibungen und Nachahmungen anderer Gedichte. Die Vorbilder werden am Ende des Kapitels zum Vergleich aufgeführt.
- Der Spielsalon: Gedichte mit Sprach- und Wortspielen, deren Komik sich aus der (Nicht-)Befolgung sprachlicher Regeln ergibt.
- Der Konzertsaal: Texte für Couplets, Chansons und andere Lieder
- Die Wunderkammer: „wunderliche“, teils unfreiwillig komische Gedichte
- Ausgang: In seinem Nachwort Die Stiftung Lyriktest informiert beschreibt Klaus Cäsar Zehrer zunächst den Auswahlprozess, durch den die Sammlung entstand, um dann zu jedem der durchschrittenen Räume einige Erläuterungen folgen zu lassen. So erklärt er etwa an einigen Beispielen, was die komische Wirkung von Gedichten ausmacht und warum komisch gemeinte Gedichte aus früheren Zeiten (etwa bis ins 17. Jahrhundert) den Humor der heutigen Leser in der Regel nicht mehr ansprechen. Weiterhin geht es um die besondere Leistung der großen Sieben der komischen Lyrik: Heinrich Heine, Wilhelm Busch, Christian Morgenstern, Joachim Ringelnatz, Kurt Tucholsky, Bertolt Brecht und Ernst Jandl. Abschließend widmet sich Zehrer der Frage, warum es in der deutschen Literatur so viel mehr komische Lyrik gibt als in anderen Sprachen: Er glaubt, die Zensur und die Kleinstaaterei haben im deutschsprachigen Raum die Entwicklung einer komischen Erzählliteratur und des komischen Theaters behindert, sodass viele Autoren auf die Lyrik auswichen – zumal diese sich leichter auswendiglernen und „weiterflüstern“ lasse. Diese hätten dann eine bis in die Gegenwart anhaltende Tradition begründet.
- Im Anhang findet sich ein Quellenverzeichnis mit Kurzbiographien aller Autoren sowie ein Verzeichnis aller Gedichte.

## Quelle
- Robert Gernhardt, Klaus Cäsar Zehrer: Hell und Schnell. 555 komische Gedichte aus 5 Jahrhunderten. Frankfurt/M.: S. Fischer Verlag 2004. ISBN 978-3-10-025505-1.